# Kollagen-Typ 18α1
Kollagen Typ XVIII, alpha 1 ist ein Kollagen, das vom Gen COL18A1 codiert wird. Es bildet Homotrimere, die wiederum Kollagenfibrillen vom Typ XVIII formen.

## Eigenschaften
Kollagen XVIII spielt eine wichtige Rolle bei Aufrechterhaltung der Netzhautstruktur und bei der Schließung des Neuralrohrs. Ein endogener Inhibitor bildet das C-terminale Fragment, das Endostatin heißt, das die Angiogenese und das Tumorwachstum inhibiert, indem es die endotheliale Proliferation und Zellmigration einschränkt und die Apoptose in Endothelialzellen induziert. Das Endostatin ist außerdem in der Lage, die VEGF-induzierte Phosphorylierung von MAPK in Chondrozyten zu inhibieren. Der angiogenetische Faktor ist wichtig für die Entwicklung und Aufrechterhaltung von avaskulären Zonen im Bindegewebe und im Bindegewebsknorpel.
Mutationen im Gen COL18A1 können zum Knobloch-Syndrom Typ 1 führen.